# Мали дрозд
Мали дрозд (лат. Turdus iliacus) је птица из породице дроздова, Turdidae, пореклом из Европе и Палеарктика, нешто мања од сродног дрозда певача.

## Таксономија и систематика
Малог  дрозда је први описао Карл фон Лине у свом 10. издању дела „Systema Naturae“ из 1758. године под њеним садашњим научним именом.
Енглески назив потиче од црвеног доњег дела крила птице. Није уско повезана са црвенокрилим америчким косом (Agelaius phoeniceus), северноамеричком врстом која се понекад назива „црвенокрили“, а која је шрипадница фамилије "icterid", а не"thrush".  Биномски назив потиче од латинских речи turdus, „дрозд“ и ile „бок“.
103 врсти средњих до великих дроздова спада у род Turdus, карактеришу их заобљене главе, дугачка, шиљата крила и обично мелодичне песме. Иако су два европска дрозда, дрозд певач и дрозд имелаш, рани изданци евроазијске лозе дрозда Turdus након што су се проширили на север из Африке, мали дроздови потичу од предака који су колонизовали карипска острва из Африке, а потом одатле стигли у Европу.
Мали дрозд има две подврсте:
- Turdus iliacus iliacus (Linnaeus, 1758) номинована подврста која се гнезди у континенталној Евроазији.
- Turdus iliacus coburni (Richard Bowdler Sharpe, 1901) - гнезди се на Исланду и Фарским Острвима, а зимује од западне Шкотске и Ирске на југу до северне Шпаније. Укупно је тамније боје и незнатно већа од номиналне подврсте.

## Опис
Мали дрозд је 20-24 дугачак са распоном крила од 33-34,5 цм и тежина од 50-75 г. Полови су слични, са једнобојним смеђим леђима и тамносмеђим мрљама на белом доњем делу тела. Најупечатљивије карактеристике за идентификацију су црвени бокови и доња крила, и кремасто бела пруга изнад ока. Одрасле јединке се митаре између јуна и септембра, што значи да неке почињу да замењују летна пера док још увек хране младе.

## Оглашавање
Мужјак има разнолику кратку песму и звиждајуће оглашавање у лету. Мали дроздови показују изразиту дијалектичку варијацију у песми, имајући значајну сличност у обрасцима певања међу птицама унутар локалне популације.
Песма малог дрозда састоји се од низа уводних елемената силазне или узлазне фреквенције. Ови елементи могу бити чистог тоналног квалитета или оштријег квалитета, различити степени фреквентних модулација или „ трилова “. Након уводних елемената, често следи брз и сложенији образац песме. Управо уводни елементи показују географску варијацију. Границе било ког дијалекта могу варирати, али у руралном и шумовитом окружењу Норвешке просечна величина ових дијалекатских подручја је око 41,5 km².

## Распрострањеност и станиште
Мали дрозд се гнезди у северним регионима Европе и Палеарктика, од Исланда на југу до најсеверније Шкотске, и источно кроз Скандинавију, балтичке државе, северну Пољску и Белорусију, и кроз већи део Русије до око 165° источне географске ширине у Чукотском аутономном округу. Последњих година мали дрозд је благо проширио свој ареал, како у источној Европи где се сада гнезди на југу у северној Украјини, тако и на јужном Гренланду, где је подручје Какортока колонизовано 1990–1991. године.
Често се замењује сродним косом огличарем у подручјима веће надморске висине.
Мали дрозд је миграторна врста, зимује у западној, централној и јужној Европи, северозападној Африци и југозападној Азији источно до северног Ирана. Птице у неким деловима западног дела гнежђења (посебно југозападна Норвешка ) могу бити станарице, не мигрирају уопште, док оне на крајњем истоку ареала мигрирају најмање 6.500–7.000 км да би стигли до својих зимовалишта.
Постоје вишеструки записи о луталицама са североисточне обале Северне Америке, као и два виђења на северозападној обали (једно у Вашингтону 2005. године и једно у Сјуарду на Аљасци у новембру 2011. године).

## Понашање и екологија
Током миграције и зимовања, мали дроздови често формирају растресито јато. Величина јата варира између 10 и 200 птица. Често се хране заједно са дроздовима боровњака, косовима и чворцима. Понекад се хране и поред дроздова имелаша, дроздова певача и косова огрличара. За разлику од дрозда певача, лутајући мали дрозд нема тенденцију да се редовно враћа на иста места за зимовање.
Миграција се дешава између јесени и ране зиме, а птице се често крећу ноћу. Често могу да остваре контактни зов „тсееп“ који може да се чује са велике удаљености.

### Гнежђење
Мали дрозд се гнезди у четинарским и брезовим шумама, као и у тундри. Мали дроздови се гнезде у жбуњу или на земљи, полажући четири до шест јаја у уредно гнездо. Јаја су обично 2,6 цм x 1,9 цм и тежина 4,6 грама, од којих је 5% љуска, и који се излегу након 12-13 дана. Птићи добијају комплетно перје 12-15 дана након излегања, али млади остају зависни од родитеља још 14 дана пре него што напусте гнездо.

### Храњење
Мали дрозд је сваштојед, једе широки спектар инсеката и глиста током целе године, а у јесен и зиму се храни бобицама, посебно мукињом (Sorbus aucuparia) и бели глогом (Crataegus monogyna).

### Природне претње
Руска студија крвних паразита показала је да су многи узорци дроздова боровњака, малих дроздова и дроздова певача носили хематозоане, посебно Haemoproteus и Trypanosoma.

## Статус
Мали дрозд има широк ареал, процењује се на 10 милиона квадратних километара, и процењену популацију од 26 до 40 милиона јединки само у Европи. Европска популација чини приближно 40% светске популације, тако да је прелиминарна процена светске популације 98 до 151 милион јединки. Верује се да се врста приближава праговима за критеријум смањења популације Црвене листе IUCN-а (тј. смањење за више од 30% за десет година или три генерације), и стога је предострожно сврстана на листу скоро угрожени таксон. На бројност могу негативно утицати оштре зиме, које могу изазвати велику смртност, и хладна влажна лета, која смањују успех гнежђења.